# Ангелы на лошадях
Ангелы на лошадях (англ. Angels on horseback) — горячая закуска из устриц, завёрнутых в бекон. Подаётся с хлебом, также может быть в виде канапе.
Блюдо готовится путём обёртывания очищенных устриц беконом и запекания их в духовке. Современные вариации блюда предусматривают накалывание на шпажки и запекание. Ангелы на лошадях могут быть поданы как закуска, канапе или пикантное блюдо. В Англии их традиционно подают в качестве солёного или пикантного блюда, которое предлагается гостям после десерта, для очищения нёба перед подачей дижестива.
Подача может широко варьироваться в зависимости от вкуса блюда или хлеба с дополнительными продуктами или соусами. Ангелы на лошадях не стоит путать с блюдом Дьяволы на лошадях (иногда их используют как синонимы), которое готовят, оборачивая беконом фаршированные орехами или сыром сухофрукты (чернослив, финики).

## История
Происхождение блюда неясно. Название, наиболее вероятно, происходит от французского Anges à Cheval. Первое упоминание о нём, согласно Оксфордскому словарю английского языка и другим источникам, относится к 1888 году, где оно приводится в книге миссис Битон по ведению домашнего хозяйства (Mrs Beeton’s Book of Household Management). Тем не менее, в австралийской газете есть ссылка на блюдо с кратким рецептом 1882 года.
Упоминания об ангелах верхом на лошади в Соединенных Штатах относятся к середине-концу 1890-х годов. Одно из самых ранних упоминаний в американской газете — это статья 1896 года из The New York Times, где блюдо предлагается в качестве закуски; согласно Times, блюдо приписывается Урбену Дюбуа, шеф-повару немецкого императора, а затем кайзера Вильгельма II. В этой версии ангелов на лошадях нанизывают на вертел, посыпают кайенским перцем и жарят. В статье предлагается подавать блюдо с лимоном и петрушкой, но без тостов. В 1930-х годах они предлагались как часть меню для пикника, а в 1948 году снова в качестве закуски. В 1980-х годах газета Chicago Tribune опубликовала статью, в которой назвали это блюдо «интригующим», предположив, что оно ещё не стало обычным явлением в Соединённых Штатах. В публикациях, начиная с 1990-х годов, ангелы на лошадях часто обсуждаются как лакомство или деликатес.

## Приготовление
Согласно классическому рецепту очищенные устрицы заворачивают в бекон, который затем жарят в духовке, примерно по три минуты с каждой стороны. Ранний рецепт, датированный 1902 годом, предполагает обжаривание нарезанных на шпажки устриц и бекона на сливочном масле.
В книге Feng Shui Food его готовят, помещая очищенную устрицу в бекон и нанизывая её на палочку для коктейля, обжаривая и подавая с добавлением лайма. Книга Джоанны Прюсс «Соблазнённые беконом» включает рецепт «Ангелов и дьяволов» с предположением, что «немного острого соуса из красного перца может превратить их вкус из райского в адски острый или что-то среднее между ними». Майлс Бейдер, автор энциклопедии кулинарии и кулинарных секретов The Wizard of Food, предлагает подавать ангелов на тосте с долькой лимона или голландским соусом. В итальянском варианте бекон заменяется прошутто.